# Rockology
Rockology es  un álbum del exmiembro de Kiss Eric Carr, publicado en octubre de 1999. El álbum incluye canciones en las que Eric Carr estuvo trabajando antes de su muerte en 1991. Algunas canciones de este álbum casi se usan en varios discos de Kiss, como Eyes of Love y Somebody's Waiting. Otras fueron escritas para la serie de animación de Carr, Rockheads, serie que nunca se emitió, canciones como Too Cool For School y Nasty Boys.

## Disco
El álbum fue lanzado ocho años después de la muerte del baterista. Las canciones fueron tomadas de varias demos grabadas entre 1986 y 1989 por Carr en compañía de su compañero de Kiss, el guitarrista Bruce Kulick (que se encargará de la producción del disco). Originalmente, las canciones del disco estaban incompletas y sólo en 1999 fueron completadas por Kulick, junto con el tecladista Adam Mitchell.

## Las canciones
Las siguientes son descripciones de las canciones contenidas en el álbum, explicadas por el propio Bruce Kulick.

### Eyes of Love
Pista que iba a ser parte del álbum después de Hot in the Shade (el último de Kiss con Carr en la batería). En la canción, Carr canta y toca el bajo y la batería. La versión inicial no tenía solos y solo fue agregada por Kulick en 1999 .

### Somebody's Waiting
Balada escrita por Carr en 1989 y que también tenía que formar parte de la misma formación que "Eyes of Love". Al igual que la anterior, esta pieza tampoco tenía solos y se añadieron en 1999 .

### Heavy Metal Baby
La pieza no tiene un texto bien definido y cuenta con una improvisación vocal de Carr en un intento de encontrar la letra adecuada para la pieza.

### Just Can't Wait
Compuesto en 1987, quedó incompleto en lo que respecta a las partes vocales. Más tarde, Kulick y Mitchell agregaron las partes de guitarra y teclado.

### Mad Dog
Tomado de un casete de audio (solo hay una copia original). Carr usa la caja de ritmos y toca el bajo, Kulick la guitarra.

### You Make Me Crazy
Originalmente se llamó "Van Halen" como tributo a la banda del mismo nombre . Esta pieza también está extraída de un casete de audio. Carr toca el bajo y la caja de ritmos y Kulick la guitarra.

### Nightmare / Nightmare (demo en vivo)
Pieza incompleta compuesta a principios de 1987 . Mientras se grababa en un reproductor de casetes, el casete se detuvo. Aquí, Carr toca la guitarra acústica, acompañado por Kulick que toca la eléctrica.

### Too Cool For School
Se convertiría en parte de la banda sonora de una serie de televisión animada llamada "The Rockheads", que ya no se creó.

### Tiara
Balada escrita e interpretada por Carr en teclados.

### Can You Feel It
Carr toca la batería y el bajo, Kulick toca la guitarra. Los dos deseaban que Bryan Adams cantara la pieza.

### Nasty Boys
Como "Too Cool for School", iba a aparecer en "The Rockheads". Fue compuesta por Carr a la batería y el bajo y Kulick a la guitarra.

## Lista de canciones
Todas las canciones fueron escritas por Eric Carr, Bruce Kulick y Adam Mitchell menos las indicadas.
| N.º | Título                  | Duración |  |
| 1.  | «Eyes of Love»          | 3:29     |  |
| 2.  | «Somebody's Waiting»    | 3:48     |  |
| 3.  | «Heavy Metal Baby»      | 4:34     |  |
| 4.  | «Just Can't Wait»       | 3:56     |  |
| 5.  | «Mad Dog»               | 3:16     |  |
| 6.  | «You Make Me Crazy»     | 4:04     |  |
| 7.  | «Nightmare»             | 4:22     |  |
| 8.  | «Nightmare» (Live demo) | 3:42     |  |
| 9.  | «Too Cool For School»   | 3:59     |  |
| 10. | «Tiara»                 | 4:26     |  |
| 11. | «Can You Feel It»       | 4:02     |  |
| 12. | «Nasty Boys»            | 3:27     |  |

## Personal
- Eric Carr - Batería, voz principal y coros, teclado, bajo y guitarra acústica.
- Bruce Kulick - Guitarra rítmica y principal.
- Adam Mitchell - Piano y coros.